# 太陽位置

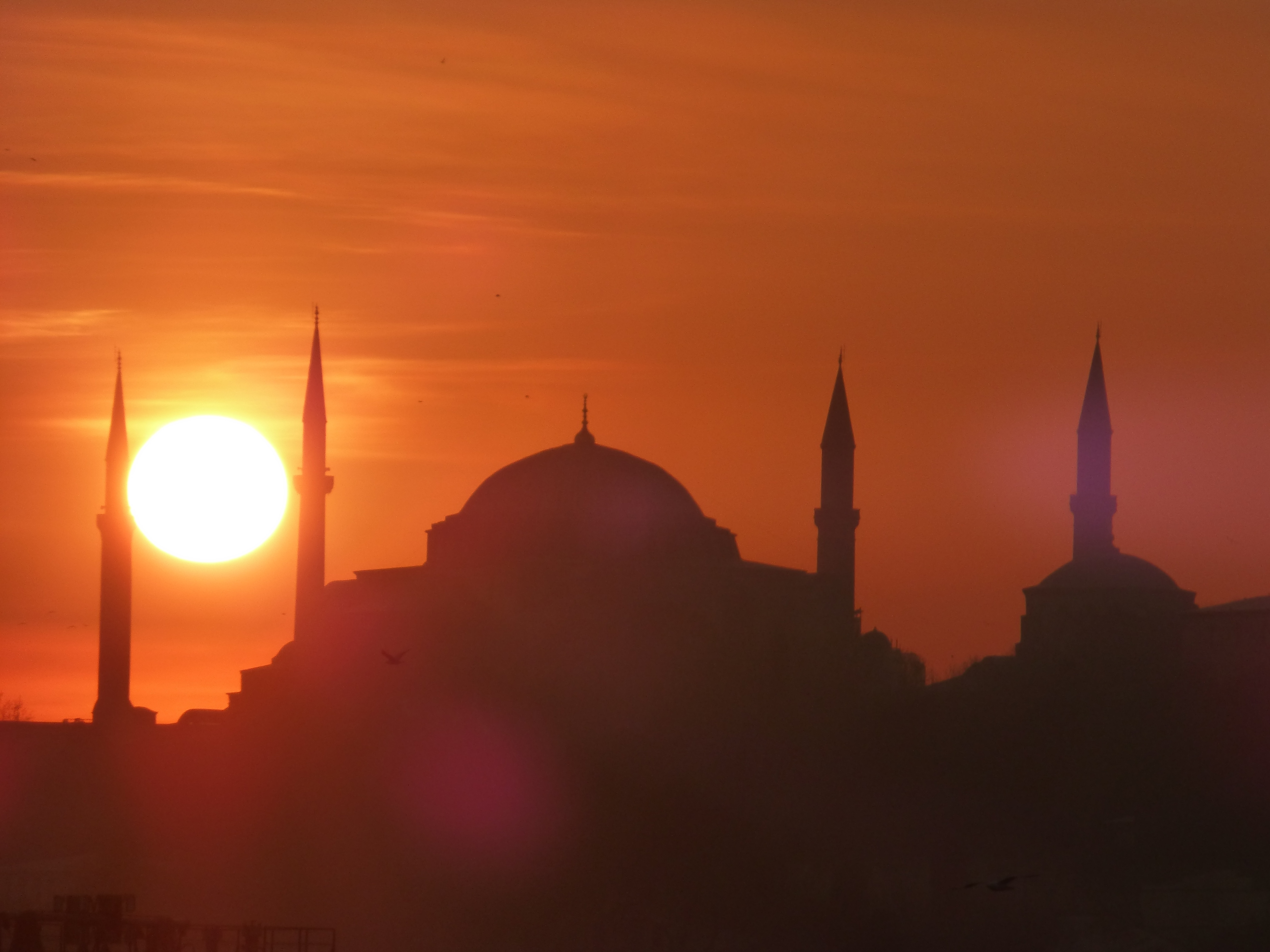
2014年1月11日，土耳其伊斯坦堡（當地時間下午4時44分）所見即將西落的太陽，正好落在聖索菲亞大教堂的兩座尖塔之間。

太陽位置是從地球表面觀察時，太陽在天空中的位置，它是時間和地理位置兩者的函數。當地球繞著太陽運轉一年，太陽似乎相對於在天球上的恆星沿著一條固定的路徑移動，這個路徑稱為黃道。地球自轉導致天空中恆星的運動是相對於觀測者的地理緯度，沿著一定的路徑與方式移動，特定的恆星穿越觀測者的子午線的時間與當地的經度有所關聯。讓一位觀測者找到再給定時間的太陽位置，要經過下列三個步驟：
- 計算太陽在黃道坐標系的位置，
- 轉換到赤道坐標系統，和
- 依據觀測者的位置和時間，轉換到地平坐標系。

這些計算用在天文學、航海、測量、氣象學、氣候學、太陽能和日晷的設計都很有用。.

## 近似的位置

### 黃道座標
這些方程式來自天文曆書 ，可以用來計算太陽的視座標、平春分點和黃道的日期，在1950年至2050年的精確度可以達到0.01度（36"）
先計算與格林尼治 2000.0年1月1日中午12:00（曆元）相距的日數。如果你知道儒略日，則你的敘述會如下：
{\displaystyle n=\mathrm {JD} -2451545.0}
以光行差修正太陽的平黃經，如下：
{\displaystyle L=280.460^{\circ }+0.9856474^{\circ }n}
太陽的平近點角（實際上，是地球在軌道上繞著太陽，但是假設太陽繞著地球比較方便）如下：
{\displaystyle g=357.528^{\circ }+0.9856003^{\circ }n}
根據需要將{\displaystyle L}和{\displaystyle g}多次加或減360°，讓數值的範圍調整到0°至 360°之間。
最後，太陽的黃經是： 
{\displaystyle \lambda =L+1.915^{\circ }\sin g+0.020^{\circ }\sin 2g}
太陽的黃緯是:
{\displaystyle \beta =0}，
太陽的黃緯不超過0.00033，
並且從太陽到地球的距離，以天文單位度量是：
{\displaystyle R=1.00014-0.01671\cos g-0.00014\cos 2g}.

### 赤道座標
{\displaystyle \lambda }、{\displaystyle \beta }和{\displaystyle R}構成太陽在黃道座標完整的位置。通過黃赤交角ε的計算可以轉換成赤道座標，並繼續計算： 
赤經，
{\displaystyle \alpha =\arctan(\cos \epsilon \tan \lambda )}，此處的 {\displaystyle \alpha }如同象限中的{\displaystyle \lambda }；
和赤緯，
{\displaystyle \delta =\arcsin(\sin \epsilon \sin \lambda )}。

### 直角赤道座標
在右手定則的直角赤道座標（此處{\displaystyle X}軸是春分點的方向， {\displaystyle Y}軸是向東旋轉90° ，這個平面就是天球赤道，而{\displaystyle Z}軸指向天球北極
），天文單位的表示如下：
{\displaystyle X=R\cos \lambda }
{\displaystyle Y=R\cos \epsilon \sin \lambda }
{\displaystyle Z=R\sin \epsilon \sin \lambda }

### 黃赤交角
黃赤交角ε不是固定不變的，它目前的值接近： 
{\displaystyle \epsilon =23.439^{\circ }-0.0000004^{\circ }n}
要與前述的方程式一起使用。

## 從地球看太陽的赤緯

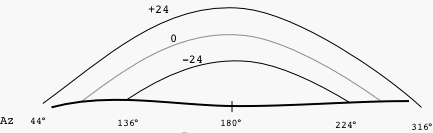
在一年當中太陽在不同的赤緯時，在天球上路徑的變化。此處太陽在夏至和冬至出沒的方位角是在緯度56°N觀測到的，在地平線上標示的方位以北方為0°。

### 回顧
當北半球的春天時，太陽向北移動。它的赤緯到達最大值時，等同於地球的轉軸傾角（23.44 度）。在夏至時，它的赤緯值開始減少，一直到冬至，當赤緯值是負的最大值時（轉軸傾角的負值）。這種變化造成季節的改變。
太陽的赤緯在一年中的變化圖看起來像是一個振幅為23.44度的正弦波，但其中的一個瓣比另一瓣的長度多了幾天，造成了些許的差異。
想像地球這個球體是在正圓的軌道上，以90度的軌道傾角，也就是自轉軸在軌道平面上繞著太陽運轉。在一年中的某一天，太陽會在北極點的正上方，所以他的赤緯是+90度。在未來的幾個月，日下點以均勻的速度移向南極點，橫過緯度的速率是恆定的，所以太陽的赤緯是線性的隨著時間降低。最終，太陽的位置在南極點，赤緯-90度的正上方；然後，它開始以恆定的速度向北移。所以，從著個高度傾斜的地球看太陽的赤緯變化圖，它不是正弦波而是鋸齒狀，±90度是它的極大值和極小值，在兩個極值中間的變化是直線的線段。
現在假設轉軸的傾斜減小，也就是赤緯的極大值和極小值減少，但仍然與轉軸的傾角等值。因此，在圖表上的形狀不會像目前這樣的尖銳，但是它們依然有像正弦波一樣有類似的極大值和極小值。然而，當轉軸傾角等於真正的地球時，最大值與最小值會比前述的正弦波更為明顯。
真正的地球軌道是橢圓的。地球在一月初過近日點的速度，比在七月初接近遠日點時的速度快。這使得太陽在一月時的赤緯值變化的過程比七月時快，在圖形上，這使得極小值比極大值更為尖銳。但由於近日點和遠日點發生的日期和冬至與夏至並不一致，最大值和最小值也就稍微有些不對稱。而極值之前和之後的斜率變化也是不相等的。
因此，視太陽赤緯的圖形是由幾個不同的正弦波產生的。準確的計算牽涉到一定的複雜性，如下所示。

### 計算
太陽的赤緯，δ☉，是陽光與地球赤道面之間的角度。地球的轉軸傾角（天文學家它為黃赤交角，ε）是地球的自轉軸和垂直於地球軌道的線之間的角度。地球的軌道傾角會以數千年的時間尺度緩慢的改變，但它目前的值約ε=23°26'，可以視為常數。所以太陽年復一年的週年赤緯變化可以視為是相同的。
太陽在至點時，陽光與地球赤道平面之間夾角度達到最大值的23°26'，因此太陽的赤緯在北半球的夏至是δ☉ = +23°26'，在南半球的夏至是δ☉ = - 23°26'。
在分點的時候，太陽的中心經過天球赤道，因此太陽的赤緯δ☉為 0 °。
在任何給定的時刻，太陽的赤緯可以利用下式來計算：
{\displaystyle \delta _{\odot }=\arcsin \left[\sin \left(-23.44^{\circ }\right)\cdot \sin \left(EL\right)\right]}
此處的EL 是黃道經度（本質上，是地球在軌道上的位置）。由於地球的軌道離心率不大，軌道可以視為是圓形，這樣導致的誤差不會超過1度。近似圓形意味著EL在分點時的值與在至點時的值相差90度，所以sin(EL)可以寫成sin(90+NDS)=cos(NDS)，此處的NDS是在12月的冬至點之後所經歷的天數。使用同樣的近似法，所以arcsin[sin(d)*cos(NDS)]的值接近d*cos(NDS)，下面是頻繁被使用的方程式，可以寫成：
{\displaystyle \delta _{\odot }=-23.44^{\circ }\cdot \cos \left[{\frac {360^{\circ }}{365}}\cdot \left(N+10\right)\right]}
此處N是從年度開始所經歷的天數，N=0是協調世界時1月1日的午夜12點（也就是日期部分的序號是從-1開始）。使用在（N+10）中的數值10，就是從冬至點算起接近1月1日的近似數值。這個近似的方程式在9月的秋分點時，誤差大約在1.5度。正弦函數的值逼近本身的值，導致的誤差達到0.26度，這讓使用者很沮喪，因為不能在太陽能的領域中使用  The 1971 Spencer formula (based on a fourier series) is also discouraged for having an error of up to 0.28 degrees.。在方程式終止使用整數，而不使用小數點以下的位數調整協調世界時從1月1日午夜開始的時間，會額外再增加高達0.5度的誤差。這可以發生在春分、秋分和所有鄰近的位置。所以，上述方程式全部的誤差可以高達2度，約為太陽視角直徑的4倍，這完全取決於要如何的使用。
不要使用那兩個近似的方程式計算赤緯，使用更多地球軌道的參數，可以更精確的估計EL：
{\displaystyle \delta _{\odot }=\arcsin \left[\sin \left(-23.44^{\circ }\right)\cdot \cos \left({\frac {360^{\circ }}{365.24}}\left(N+10\right)+{\frac {360^{\circ }}{\pi }}\cdot 0.0167\sin \left({\frac {360^{\circ }}{365.24}}\left(N-2\right)\right)\right)\right]}
這可以經過對常數值的簡化成為：
{\displaystyle \delta _{\odot }=-\arcsin \left[0.39779\cos \left(0.98565\left(N+10\right)+1.914\sin \left(0.98565\left(N-2\right)\right)\right)\right]}
N是從協調世界時1月1日午夜開始經過的日數（也就是日期的序號減1），並且可以包含小數，調整地方時為一天中早一點或晚一點的時間。在N-2 中的數值2是從1月1日之後到達地球的近日點的數值。0.0167這個數值是地球的軌道離心率。離心率隨時間的變化很慢，但目前相當接近這個數值，可以將
它當成常數來看待。這個方程式的最大誤差小於 ±0.2度，而如果將數值10調整為曆元與給定當年冬至的正確數值，而不是限定在12月22日的正午，最大誤差將可以小於 ±0.003度。這個精確度可以和NOAA的高級計算相比較。依據1999年Jean Meeus的演算，這個演算的精確度達到0.01度以內。
（上面合理簡化或精確的方程式配合上其它相關的方程式，可以計算均時差。相關的敘述請參見此處。）
更複雜的數學，除了使用一階離心來改善對黃道經度的，它們也校正對時間變化非常微小的23.44度傾角。其它可能的修正還包括月球和地球共同繞著太陽的質心位置對軌道造成的影響。獲得地球相對於中心的赤緯後，再取得觀測者與地球中心的距離，進一步利用視差來校正。這種可以使誤差小於0.0025度，而計算太陽中心位置的誤差可以小於0.00015度。相較之下，太陽本身的是直徑大約是0.5左右。

### 大氣折射
前述的太陽赤緯計算中沒有包括大氣層對光線折射所造成的影響，尤其是太陽在低海拔的時候，太陽仰角的表觀角度在海拔高度上的影響 。例如，當太陽實際位於仰角10度時，它看起來似乎是在10.1度。依據太陽的赤經可以校正他的赤緯，然後用真實的赤緯計算太陽應有的方位角和高度角，這樣可以修正太陽的視位置，還原它真實的高度。

## 均時差

均時差 — 在軸的上方是日晷顯示的時間比鐘錶的地方平時快的日期，在軸下方是日晷的時間比鐘錶慢的日期。

除了前述太陽視位置週年性的南北振盪，對應於緯度的變化之外，在東西方向上也有規模較小但更複雜的振盪。這是由於地球自轉軸的傾斜和繞太陽的軌道是橢圓造成運動速度的變化。這種東西向的振盪對事件的主要影響，像是日出和日落事件的時間，以及讀取的日晷時間和鐘錶顯示的地方平時。如圖所示，日晷的時間會相較於鐘錶會有16分鐘的快慢起伏。由於地球的自轉平均每四分鐘轉一度，相對於太陽，這16分鐘大約向東或向西移動了四度，相較於平均位置有了明顯的移動。向西的移動會導致日晷的時間領先於時鐘。
因為這種振盪主要是影響到時間，所以被稱為均時差，使用這樣的名字表示這種變化是可以修正的。振盪是用時間的分和秒作單位來度量，相對於鐘錶和日晷所顯示的時間差值。均時差的值可以是正數或負數，詳細的資訊請參考此條目。

## 日行跡

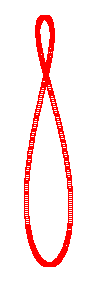
日行跡的赤緯和均時差有相等的尺度單位。

日行跡是在一年當中，從固定的位置和時間，在地球上看見的太陽位置的年度變化圖表（英文字的"analemma"偶爾也會在其他的場合使用，但並不多見。）。 在一年的週期內，太陽的視運動可以成為一個圖形。在一年當中，每隔幾天在相同的時間拍下的照片，可以顯示出這種圖樣。日行跡也可以視為太陽的赤緯，通常在製表時以垂直軸向呈現，而以水平方向標示均時差。通常情況下，天球上兩個方向的角度在製圖時會選擇相同的尺度。因此，在均時差上，每四分鐘相對等於緯度上一度的距離，這是因為地球相對於太陽的速度約每四分鐘轉動一度。
如果北方在上，西方在右手邊，一位觀測者望向天空將可以描繪出日行跡的圖。日行跡通常會被標示在地球儀上，當標示在大地上等等時，西方會顯示在左手邊。
在有些日行跡的標示上會在一年當中每隔幾天的不同日期上顯示出太陽的位置。這使日行跡可以用簡單的類比計算得出太陽的位置，例如出沒的時間和方位。未標示日期的日行跡，其實際功用不大，但仍可以用在日晷上作為裝飾之用。
查看其主條目可以獲得更多的資訊。